# 鹽村文夏
鹽村文夏（1978年7月6日—）是日本政治家、放送作家、電視藝人，曾為寫真偶像。現為立憲民主黨參議院議員，前東京都議會議員。

## 經歷
出生于廣島縣福山市，父親曾在11歲時遭遇廣島原爆，成年後經營處理工業廢料的公司。
1998年就讀共立女子短期大學時擔任Young Magazine（講談社）、Young Jump（集英社） 、年轻的星期天（小學館）等寫真模特，1999年3月從短大畢業。
2007年出演明石家秋刀魚主持的日本電視台節目《恋のから騒ぎ》并获得MVP，但在該節目中曾發表利用假怀孕威脅前男友，並要到高額分手費等爭議言論。之後擔任日本電視台節目的放送作家。
2012年加入維新政治塾，2013年加入眾人之黨，同年6月23日在世田谷區參選東京都議會議員選舉，獲23,621票當選。
2016年4月民進黨廣島縣聯將酒後駕駛的橋本博明開除，鹽村於2017年2月被任命為廣島縣第3區的新支部長。第48屆日本眾議院議員總選舉中，因民進黨已解散，她作為無黨籍候選人出選，日本共產黨放棄在該區推舉候選人支持她，但輸給自民黨的河井克行。2018年5月加入國民民主黨，擔任該黨的廣島縣第3區支部長 。
2019年1月25日表示將代表立憲民主黨在東京都選舉區參選第25屆日本參議院議員通常選舉，並向國民民主黨提交退黨通知，後被國民民主黨開除。2020年9月15日加入新的立憲民主黨。

## 政策
2019年11月，立憲民主黨代表枝野幸男就日本政府收緊对韓國出口的措施（日韓貿易戰）表達支持政府的立場。對此鹽村認為市場一旦丟失就不會再有機會，對政府的措施表示不滿。
她致力於解決因成人年齡降低而可能出現的18、19歲女生被强迫出演成人影片的問題，成功主導國會於2022年6月通過規範成人影片拍攝的「AV新法」。

## 事件
2014年6月18日，在東京都議會質詢如何應對晚婚問題時，有男議員嗆聲說她應該早點結婚，後被歐美等地的媒體報導。其後自民黨都議鈴木章浩表示是他說出這句話而向鹽村道歉，自民黨幹事長石破茂亦向她道歉。
2020年6月1日她位於世田谷區的事務所被發現遭人破壞。